# Episodi di Dynasty (ottava stagione)
L'ottava stagione della serie televisiva Dynasty è stata trasmessa per la prima volta negli Stati Uniti sulla ABC il 23 settembre 1987 e si è conclusa il 30 marzo 1988.
In Italia è stata trasmessa per la prima volta su Canale 5 tra il 10 gennaio e il 13 dicembre 1989.
| nº | Titolo originale       | Titolo italiano              | Prima TV USA      | Prima TV Italia  |
| -- | ---------------------- | ---------------------------- | ----------------- | ---------------- |
| 1  | The Siege - Part 1     | Il sequestro - Parte 1       | 23 settembre 1987 | 10 gennaio 1989  |
| 2  | The Siege - Part 2     | Il sequestro - Parte 2       | 30 settembre 1987 | 10 gennaio 1989  |
| 3  | The Aftermath          | Conseguenze mortali          | 7 ottobre 1987    | 17 gennaio 1989  |
| 4  | The Announcement       | Il grande annuncio           | 14 ottobre 1987   | 24 gennaio 1989  |
| 5  | The Surrogate - Part 1 | L'amarezza di Dana           | 28 ottobre 1987   | 31 gennaio 1989  |
| 6  | The Surrogate - Part 2 | Una madre surrogata          | 4 novembre 1987   | 7 febbraio 1989  |
| 7  | The Primary            | Le primarie                  | 18 novembre 1987  | 21 febbraio 1989 |
| 8  | The Testing            | La prima missione            | 25 novembre 1987  | 28 febbraio 1989 |
| 9  | The Setup              | L'intrigo                    | 2 dicembre 1987   | 7 marzo 1989     |
| 10 | The Fair               | La fiera vecchia Inghilterra | 9 dicembre 1987   | 14 marzo 1989    |
| 11 | The New Moguls         | I nuovi padroni              | 23 dicembre 1987  | 21 marzo 1989    |
| 12 | The Spoiler            | La rivincita di Alexis       | 30 dicembre 1987  | 28 marzo 1989    |
| 13 | The Interview          | Un'intervista sensazionale   | 6 gennaio 1988    | 4 aprile 1989    |
| 14 | Images                 | Duello con telecamera        | 13 gennaio 1988   | 11 aprile 1989   |
| 15 | The Rifle              | Un colpo di fucile           | 20 gennaio 1988   | 25 ottobre 1989  |
| 16 | The Bracelet           | Il braccialetto rivelatore   | 27 gennaio 1988   | 1º novembre 1989 |
| 17 | The Warning            | L'avvertimento               | 3 febbraio 1988   | 8 novembre 1989  |
| 18 | Adam's Son             | Il figlio di Adam            | 10 febbraio 1988  | 15 novembre 1989 |
| 19 | The Scandal            | La vera identità             | 2 marzo 1988      | 22 novembre 1989 |
| 20 | The Trial              | Udienza a sorpresa           | 9 marzo 1988      | 29 novembre 1989 |
| 21 | The Proposal           | Una proposta di matrimonio   | 16 marzo 1988     | 6 dicembre 1989  |
| 22 | Colorado Roulette      | Colorado Roulette            | 30 marzo 1988     | 13 dicembre 1989 |

Cast regolare:
- Jack Coleman (Steven Carrington)

Nuovi eroi?
Episodio 1, Il sequestro (parte 1).

- Joan Collins (Alexis Carrington Colby)
- Linda Evans (Krystle Carrington)
- John Forsythe (Blake Carrington)
- Terri Garber (Leslie Saunders Carrington)
- James Healey (Sean Rowan)
- Bo Hopkins (Matthew Blaisdel) – episodi 1 e 2

- Leann Hunley (Dana Waring)
- John James (Jeff Colby)
- Heather Locklear (Sammy Jo Carrington)
- Michael Nader (Dex Dexter)
- Emma Samms (Fallon Carrington Colby)
- Gordon Thomson (Adam Carrington)